# Aspasia Matsa
Aspasia Matsa-Razelos (griechisch Ασπασία Μάτσα, * 1885; † 20. Jahrhundert) war eine griechische Tennisspielerin.

## Leben
Die Griechin Aspasia Matsa nahm 1906 am Tenniswettbewerb der Olympischen Zwischenspiele in Athen teil. Im Einzel kam sie nach einem Freilos zum Auftakt im Halbfinale nicht gegen ihre Landsfrau Esme Simiriotou an, gegen die sie 5:7, 2:6 verlor. Im anschließenden Spiel um Platz 3 war Effrosini Paspati deutlich stärker als sie. Im Mixed-Doppel trat sie mit Xenophon Kasdaglis an und gewann in ihrer ersten Partie gegen Simiriotou und Nikolaos Zarifis und zog so ins Finale ein. Dort kam die Paarung nicht gegen Marie und Max Décugis aus Frankreich an und unterlag 3:6, 5:7, konnte aber die Bronzemedaille erringen. Die Medaillen in Silber und Bronze wurden in dieser Konkurrenz nach der Leistung im Spiel gegen den Olympiasieger vergeben.
Matsa war die Schwiegermutter von Timoleon Razelos, der 1952 am Segelwettbewerb der Olympischen Spiele teilnahm.